# Debby
Debby (1966 - 17 de novembre del 2008) va ser l'os polar més vell conegut. Va viure al Parc Zoològic d'Assiniboine a Winnipeg. L'agost del 2008 Guinness Book of World Records va certificar-la no només com l'ossa polar més vella coneguda, sinó també com un dels tres ossos més vells mai registrats. Debby va néixer a l'Àrtida de la Unió Soviètica el 1966, esdevenint orfe; quan va arribar a Winnipeg ja tenia un any. El novembre del 2008 va ser sacrificada als 42 anys.